# Daïra d'El Ma Labiodh
La daïra d'El Ma Labiodh est une circonscription administrative algérienne située dans la wilaya de Tébessa. Son chef-lieu est situé sur la commune éponyme d'El Ma Labiodh.
La daïra regroupe les deux communes de El Houidjbet et El Ma Labiodh.